# كلوستريديوم كروي الأبواغ
كلوستريديوم غازيجينيز أو كلوستريديوم كروي الأبواغ هو نوع من البكتيريا من فصيلة كلوستريدياسيا.